# Simbya (cràter)
Simbya és un cràter d'impacte en el planeta Venus de 4 km de diàmetre. Porta el nom d'un antropònim nganasan, i el seu nom va ser aprovat per la Unió Astronòmica Internacional el 1997.